# Mikołaj Kuropatwa z Pałahicz
Mikołaj Kuropatwa z Pałahicz herbu Szreniawa – wojski halicki w latach 1555-1582.
Poseł na sejm koronacyjny 1574 roku z województwa ruskiego.